# Selectró

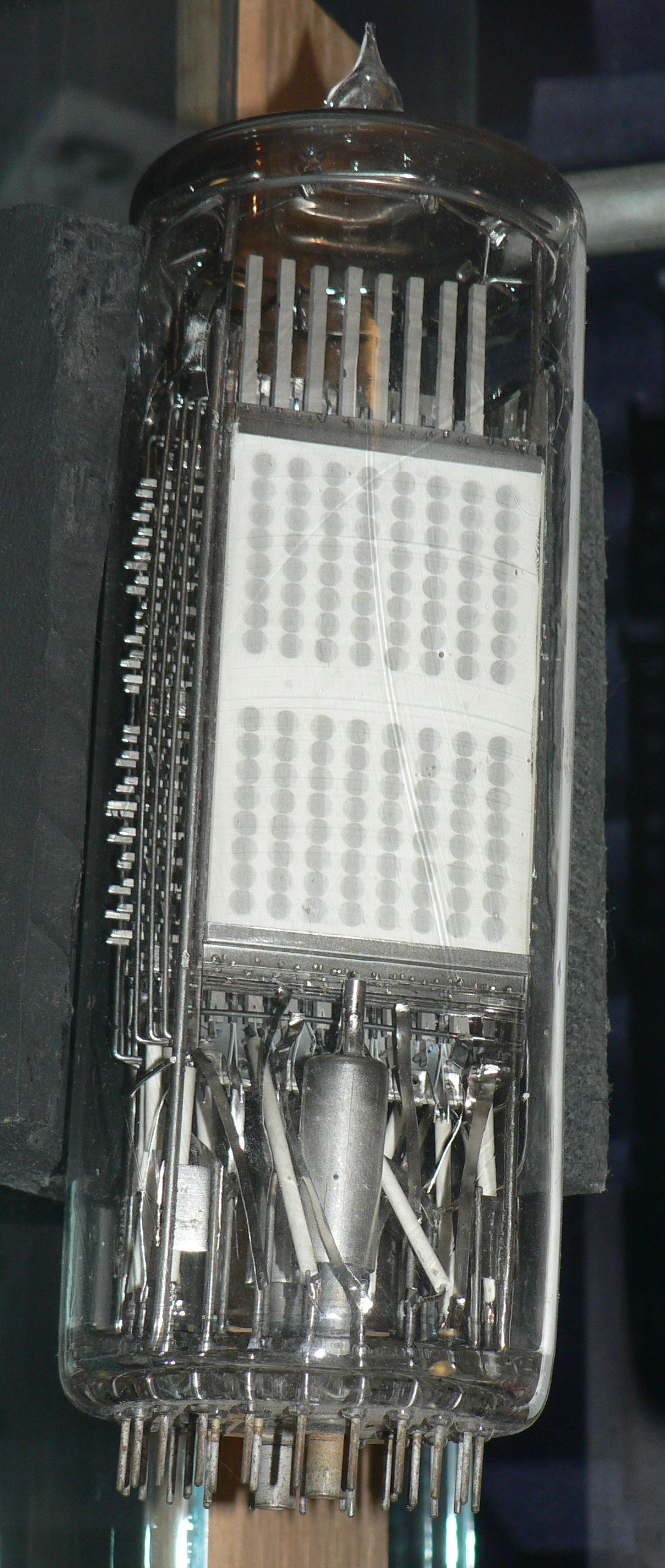
Tub selectró de 256 bits.

El selectró és una vàlvula termoiònica capaç d'actuar com memòria d'accés aleatori ( RAM ), una forma primerenca de la tecnologia digital memòria d'ordinador va ser desenvolupat per Jan A. Rajchman i el seu grup a Radio Corporation of America sota la direcció de Vladimir Zworykin, del món de la tecnologia de televisió. L'equip mai va ser capaç de produir una forma comercialment viable de Selectron abans que la memòria de tors es fes gairebé universal, i continua sent pràcticament desconegut avui dia, encara que el seu concepte es va aplicar a la memòria d'accés aleatori d'estat sòlid anys més tard.

## Desenvolupament
RCA la va dissenyar el 1946, però que no va estar disponible comercialment fins a la primavera de 1948. Es va fabricar amb una capacitat de 4.096 bits, per a l'ordinador LES, però a causa de les dificultats de RCA per posar a punt el tub, finalment LES va utilitzar tubs Williams. Dissenys posteriors del selectró van conduir a models de 1024 i 256 bits, aquest últim utilitzat a l'ordinador  JOHNNIAC , de 1953. El selectró era d'accés directe i molt més fiable que el tub de Williams, però també més car. Finalment va ser substituït per les memòries de tors.
El disseny original de 4096 bits es diferencia dels posteriors en què els  ullets  es formen sobre un dielèctric circular, dividit en quatre quadrants. Els altres dissenys utilitzaven capes planes de mica on es dipositava una matriu de petits  ullets  metàl·lics, aïllats entre ells.

## Funcionament

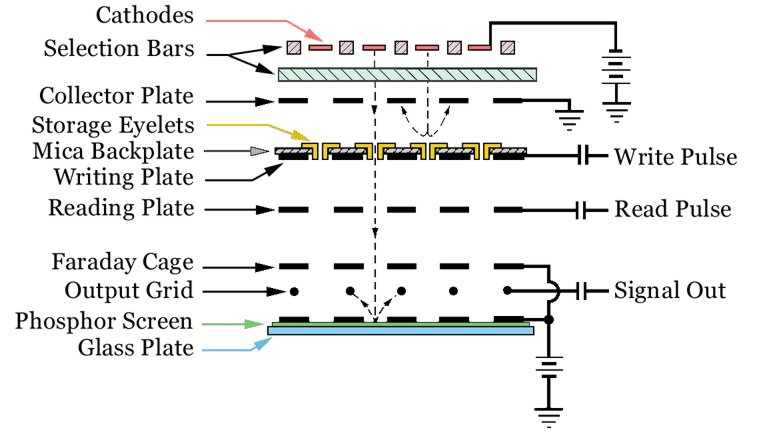
Tub selectró (secció).

El selectró es basa en petites cel·les aïllades, anomenades  ullets , capaços de romandre en dos estats estables:  carregats  i  descarregats . Una font termoiònica d'electrons manté la càrrega d'aquests  ullets  en el seu estat. Quan estan descarregats, els electrons que incideixen sobre ells porten gran energia i produeixen l'emissió de gran quantitat d'electrons secundaris que impedeixen que l'ullet adquireixi més carrega, però, si estan carregats, els electrons provinents del càtode es troben amb una barrera de potencial que els frena, de manera que en incidir sobre l'"ullet" ja no tenen energia per produir electrons secundaris.

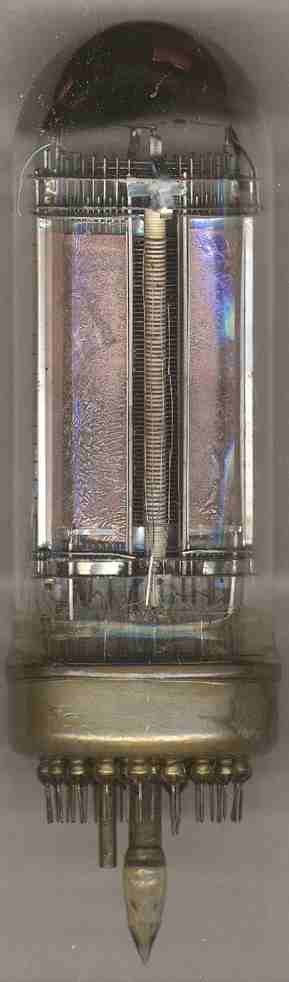
Tub selectró de 4096 bits.

Per gravar un bit s'altera temporalment el potencial de l'"ullet", fent que es carregui quan es disminueix el seu potencial, o es descarregui per emissió secundària quan aquest es augmenta. Durant el procés de gravació només incideixen electrons sobre l'ullet concret que s'està manipulant.
La lectura és possible pel fet que quan l'"ullet" està carregat repel·leix els electrons incidents, mentre que si està descarregat, alguns d'ells el poden travessar. Mesurant aquest corrent se sap l'estat de l'"ullet".

## Nota
1. ↑  Willis H. Ware. Rand and the Information Evolution: A History in Essays and Vignettes.  Rand Corporation, 2008, p. 57–. ISBN 978-0-8330-4513-3 [Consulta: 4 juliol 2012].
2. ↑  Marshall William McMurran. Achieving Accuracy: A Legacy of Computers and Missiles.  Xlibris Corporation, 8 desembre 2009, p. 40–. ISBN 978-1-4363-8106-2 [Consulta: 4 juliol 2012].